# Roberto Thompson
Roberto Hernán Thompson Chacón (Alajuela, 10 de julio de 1960) es abogado, notario y político costarricense que se desempeñó como diputado de la Asamblea Legislativa de Costa Rica por el Partido Liberación Nacional,
Fue Alcalde del cantón de Alajuela, la segunda ciudad más poblada de Costa Rica y también fue Viceministro de la Presidencia durante la segunda administración Arias Sánchez (2006-2010).
Es especialista en Derecho Comercial y Notarial.

## Educación
- 2016: Graduado del Programa Ejecutivo de Administración Pública del INCAE- Universidad de Georgetown
- 1984: Licenciado en Derecho Universidad de Costa Rica (UCR) con grado de honor
- 1977: Bachiller en Ciencias y Letras, Colegio Marista, Alajuela, Costa Rica.

## Experiencia Profesional

### Diputado de la Asamblea Legislativa de Costa Rica (2018-2022)
Llegó como diputado el 1º puesto de la provincia de Alajuela, del Partido Liberación Nacional.

### Alcaldía del Cantón Central de Alajuela (2010-2020)
Ha asumido el puesto de Alcalde en dos periodos consecutivos (2010-2016 y 2016-2020 - este último electo con el 60% de los votos válidos emitidos (33.006 votos), convirtiéndose en el Alcalde más votado en la historia de Costa Rica). Durante sus dos períodos, Alajuela experimenta un nuevo dinamismo y crecimiento. Su administración se caracteriza por un reposicionamiento del cantón, una mejor coordinación interinstitucional, un fuerte programa de atracción de inversiones, un aumento significativo en los ingresos municipales, un crecimiento importante en la obra pública, infraestructura vial y comunal, apoyo a los centros educativos y de salud, actividades culturales, deportivas, fortalecimiento del desarrollo comunal y en el rescate de la historia y el patrimonio arquitectónico del cantón, así como un mejoramiento significativo en la transparencia y prestación de los servicios municipales y capacitación del personal, fortalecidos por la firma del convenio de mejoramiento de la gestión suscrito entre la Municipalidad de Alajuela y el INCAE.  Alajuela ha sido durante los últimos años, líder en el país en construcción y generación de empleo.

### Viceministerio de la Presidencia (2006-2010)[10]
Igualmente, fungió como Viceministro de la Presidencia en el periodo 2006-2010 durante la segunda administración Arias Sánchez, en la cual se le encomendó la Coordinación de relaciones entre el Poder Ejecutivo y Asamblea Legislativa y la atención de temas prioritarios de Gobierno de la República, entre ellos manejo de relación con diferentes sectores sociales y políticos, la relación con diversas instituciones estatales y privadas, el seguimiento de comisiones de la Asamblea Legislativa, la mediación con diferentes organizaciones, la determinación de proyectos prioritarios en agenda país basados en el cumplimiento del Plan Nacional de Desarrollo (PND), la atención de representantes de colegios profesionales, sindicales, gremiales y la coordinación general de agenda legislativa para el periodo 2006-2010.

### Banco Hipotecario de la Vivienda (2006-2010)[13]
Fue miembro de la Junta Directiva del Banco Hipotecario de la Vivienda, que es el ente Rector del Sistema Financiero para la Vivienda y brazo financiero del Ministerio de la Vivienda para la aprobación de financiamiento de proyectos de interés social para la atención de habitantes en estado de pobreza, así como la atención de grupos vulnerables, implementación de proyectos de vivienda de interés social, erradicación de tugurios y mejoras de urbanizaciones. 

### Director del Concejo Nacional para la Persona Joven (2006-2010)
Ostentó el cargo de miembro de la Junta Directiva del Consejo Nacional para la Persona Joven, órgano adscrito al Ministerio de Cultura y Juventud encargado de establecer y ejecutar las políticas públicas a nivel nacional para la juventud. 

### Director del Programa Nacional de Delegados Presidenciales (2006-2010)[14]
Fungió como Director del Programa de Delegados Presidenciales de la Presidencia de la República y la coordinación del programa a nivel nacional.

### Abogado Socio Fundador del Bufete Chacón & Thompson (1990-2006)
En este bufete se desempeñó como especialista en Derecho Comercial y Notarial, asesor de firmas comerciales con sede en San José y Alajuela, asesor Legal Externo del Grupo Mutual Alajuela - La Vivienda y como abogado y Notario Externo, Sucursal del Banco de Costa Rica en Alajuela.

### Abogado Asociado del Bufete Thompson & Asociados
Dicho bufete se especializó en Derecho Comercial, Notarial y Tributario y como asesor de firmas comerciales con Sede en San José en materia tributaria y fiscal.

## Experiencia Política
- 2018-2022: Diputado del Partido Liberación Nacional por la provincia de Alajuela
- 2017: Candidato a Diputado del Partido Liberación Nacional en el Primer Lugar por la provincia de Alajuela
- 2017-2021: Delegado a la Asamblea Nacional del Partido Liberación Nacional por la provincia de Alajuela.
- 2017: Delegado a la Asamblea provincial del PLN de Alajuela.
- 2017: Delegado a la Asamblea Cantonal del PLN de Alajuela.
- 2016-2020: Alcalde Municipal de Alajuela[15]
- 2015: Candidato a la reelección a la Alcaldía Municipal de Alajuela.[16]
- 2011-2016: Alcalde Municipal de Alajuela
- 2010: Candidato Alcalde Municipal de Alajuela
- 2005: Jefe de Campaña Partido Liberación Nacional Cantón Central de Alajuela.
- 2005: Delegado Asamblea Cantonal Alajuela
- 2001: Delegado Asamblea Cantonal Alajuela
- 1975-1990: Miembro Militante Juventud PLN Alajuela.
- 1976: Miembro Junta Directiva Asociación de Estudiantes de Derecho Universidad de Costa Rica (UCR)

## Otras iniciativas
- Fue promotor de la Ley de Creación de la Universidad Técnica Nacional con sede en Alajuela en el año 2008.
- Coordinador de la Comisión para el Desarrollo de la Zona Franca de El Coyol de Alajuela entre el 2008 y 2010.
- Coordinador de la Negociación para la Implementación de Acuerdos con las Fuerzas Policiales del país en el año 2008.
- Coordinador de la Red Iberoamericana de Ministros de la Presidencia y Equivalentes, desde el Gobierno de Costa Rica entre los años 2006 y 2010.

## Actividades conexas
- 2004-2006: Miembro titular de la Junta de Salud del Hospital Nacional de Niños Dr. Carlos Sáenz Herrera.
- 1990-2000: Miembro Club Rotario de Alajuela.
- 1998-1999: Presidente Club Rotario de Alajuela.
- 1993-1995: Director Junta Directiva Asociación Liga Deportiva Alajuelense.